# ضاحیه عبدالله السالم
ضاحیه عبدالله السالم (به عربی: ضاحية عبد الله السالم) یک منطقهٔ مسکونی در کویت است که در استان عاصمه واقع شده‌است.
 ضاحیه عبدالله السالم  ۱۳٬۰۹۸ نفر جمعیت دارد و ۱۶ متر بالاتر از سطح دریا واقع شده‌است.